# بيتر كاري (مؤرخ)
بيتر كاري (بالإنجليزية: Peter Carey)‏ هو مؤرخ بريطاني، ولد في 30 أبريل 1948 في يانغون في ميانمار.